# Brielles
Brielles (bretonisch: Briellòu; Gallo: Berièll) ist eine französische Gemeinde mit 679 Einwohnern (Stand: 1. Januar 2022) im Département Ille-et-Vilaine in der Region Bretagne. Sie gehört zum Arrondissement Fougères-Vitré und zum Kanton La Guerche-de-Bretagne. Die Einwohner werden Briellois genannt.

## Geographie
Die Gemeinde Brielles liegt an der Seiche, 26 Kilometer westsüdwestlich von Laval und etwa 41 Kilometer ostsüdöstlich von Rennes an der Grenze zum Département Mayenne und zu der Region Pays de la Loire. Umgeben wird Brielles von den Nachbargemeinden Argentré-du-Plessis im Nordwesten und Norden, Le Pertre im Nordosten und Osten, Cuillé im Süden sowie Gennes-sur-Seiche im Südwesten und Westen.

## Bevölkerungsentwicklung
| Jahr                       | 1962 | 1968 | 1975 | 1982 | 1990 | 1999 | 2006 | 2017 |
| Einwohner                  | 647  | 582  | 520  | 501  | 484  | 513  | 627  | 687  |
| Quellen: Cassini und INSEE |      |      |      |      |      |      |      |      |

## Sehenswürdigkeiten
- Kirche Sainte-Trinité (Heilige Dreifaltigkeit)

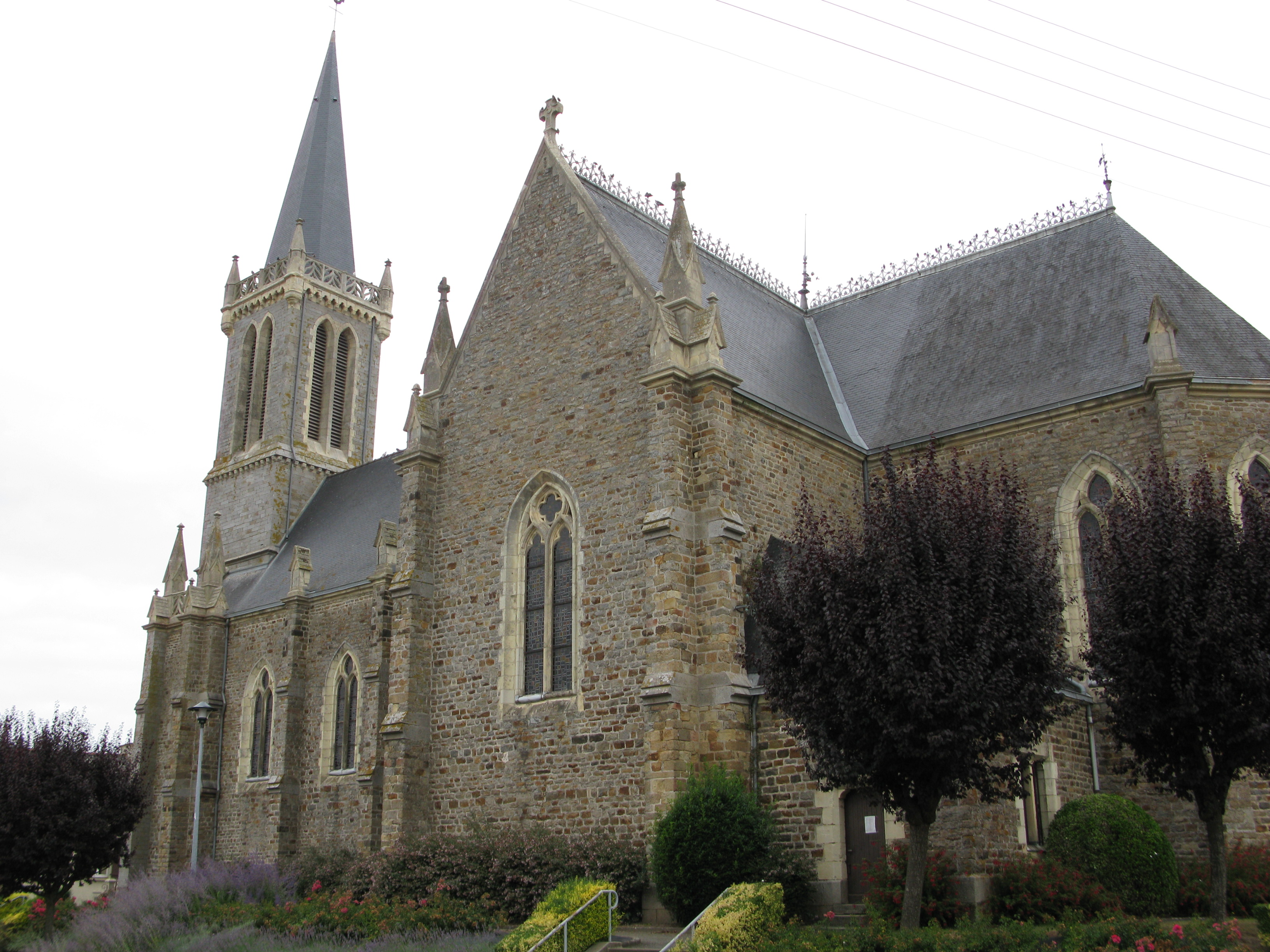
Kirche Sainte-Trinité